# Lionneta praslinensis
Lionneta praslinensis là một loài nhện trong họ Oonopidae.
Loài này thuộc chi Lionneta. Lionneta praslinensis được P. L. G. Benoit miêu tả năm 1979.